# Turacoena modesta
La paloma de Timor (Turacoena modesta) es un ave de la familia Columbidae.

## Distribución geográfica
Es endémico de las islas de Timor, Roti, Atauro y Wetar, pertenecientes a Indonesia y Timor oriental. Su hábitat natural son los bosques tropicales secos, subtropicales o tropicales húmedos.

## Estado de conservación
Se encuentra amenazada por la pérdida de su hábitat natural.